# Pycnocentria gunni
Pycnocentria gunni är en nattsländeart som först beskrevs av Mcfarlane 1956.  Pycnocentria gunni ingår i släktet Pycnocentria och familjen Conoesucidae. Inga underarter finns listade i Catalogue of Life.